# Северсталь (авиакомпания)

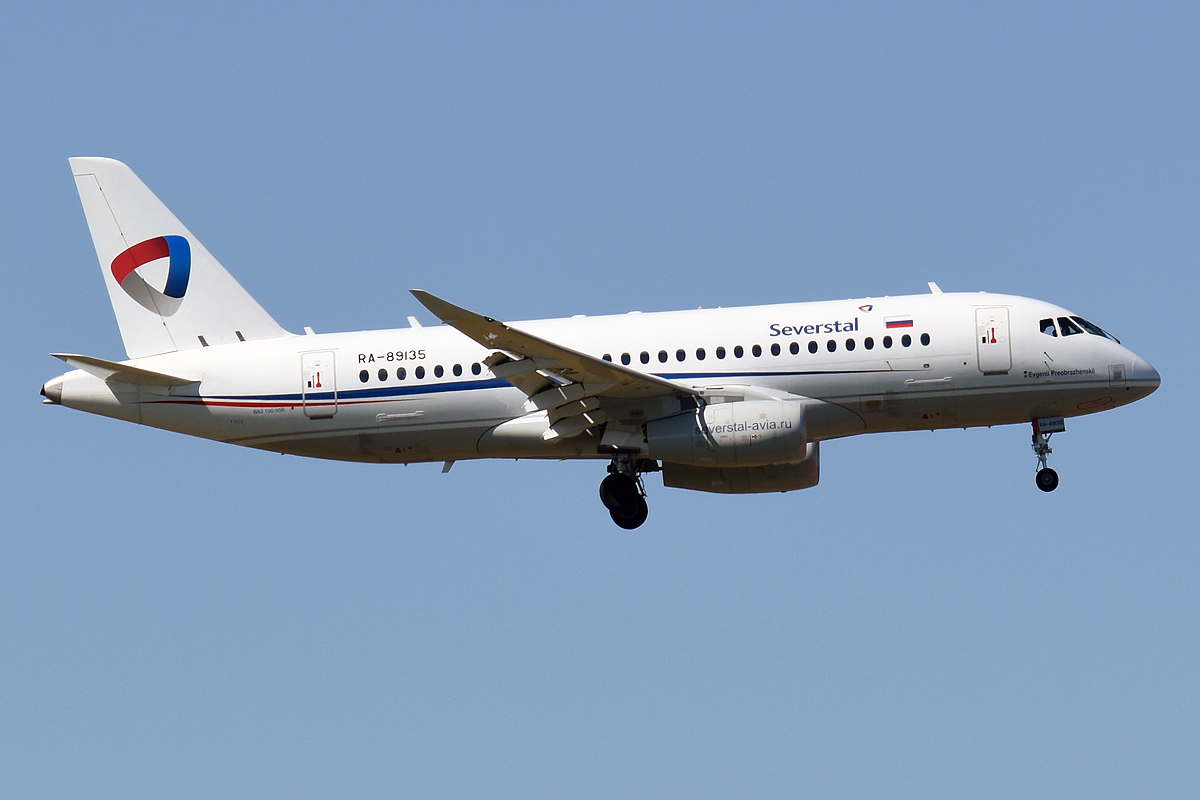
SSJ-100 а/к Северсталь

ООО "«Северсталь Авиа» — российская авиакомпания, базирующаяся в Череповце, является эксплуатантом международного аэропорта «Череповец».
По состоянию на январь 2023 года, Авиапредприятие «Северсталь» выполняет регулярные пассажирские авиарейсы из Череповца в Москву (Домодедово, Шереметьево), Санкт-Петербург, Великий Устюг, Мурманск, Калининград, Симферополь, Минеральные Воды, Петрозаводск, Архангельск, Екатеринбург, а также авиарейсы сезонных летних направлений: Сочи, Анапа, Геленджик, Симферополь и международные рейсы, выполняемые напрямую из Череповца — в Минск (Беларусь), Анталью (Турция). Также рейсами, обслуживаемыми авиакомпанией «Северсталь», можно добраться в аэропорты Ухта, Апатиты и Советский.
Успешно действует программа заказных чартерных бизнес-рейсов по всему миру. В этом секторе авиакомпания позиционируется как безопасный и пунктуальный перевозчик с повышенным техническим уровнем. Одна из немногих компаний, предоставляющих услугу ожидания заказчика воздушным судном в аэропорту пункта назначения до 3 (трёх) дней, в том случае, если требуется осуществить выполнение рейса в прямом и обратном направлении.

## История
Авиакомпания «Severstal» была основана на базе международного аэропорта «Череповец» в качестве перевозчика высших должностных лиц металлургической компании ПАО «Северсталь» . С 1998 года авиакомпания начала обслуживать регулярные пассажирские рейсы. Цены на билеты неоднократно подвергались критике со стороны пассажиров — так, стоимость[когда?] перелёта Москва—Череповец с учётом всех сборов составляет от 3500 рублей в одну сторону, а стоимость[когда?] полёта в Санкт-Петербург составляет от 2900 рублей в одну сторону, тарифы действуют при условии раннего бронирования и наличия билетов этой категории на момент покупки.
В текущее время[когда?] авиакомпания «Severstal» не выполняет регулярные рейсы по ранее обслуживаемым маршрутам:Прага, Хельсинки из/в Череповец, Воркута, Батуми, Вена.
В апреле 2018 года компания заключила контракт на покупку в 2018—2022 годах шести самолётов Sukhoi Superjet 100. В 2020 года компания не заключала контрактов на закупку Sukhoi Superjet 100.

## Флот
По состоянию на январь 2023 года размер флота ООО «Авиапредприятие "Северсталь"» составляет 8 самолётов:

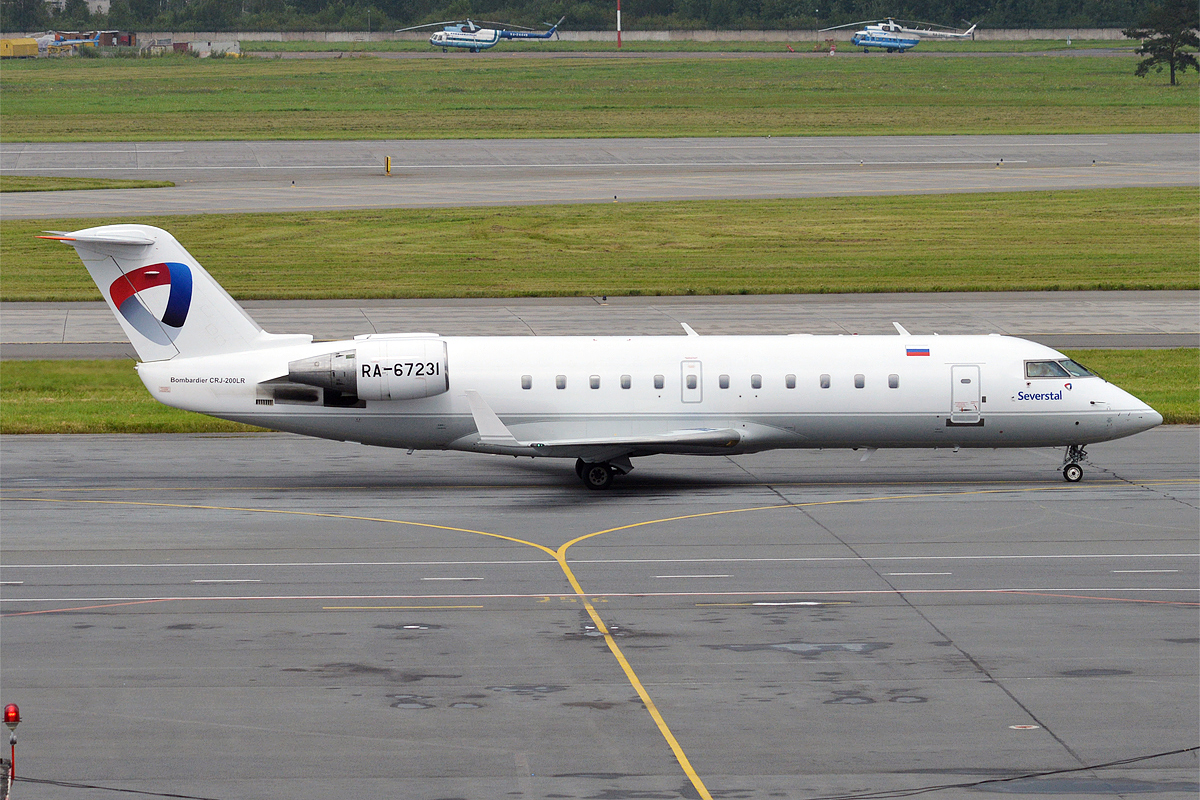
CRJ-200

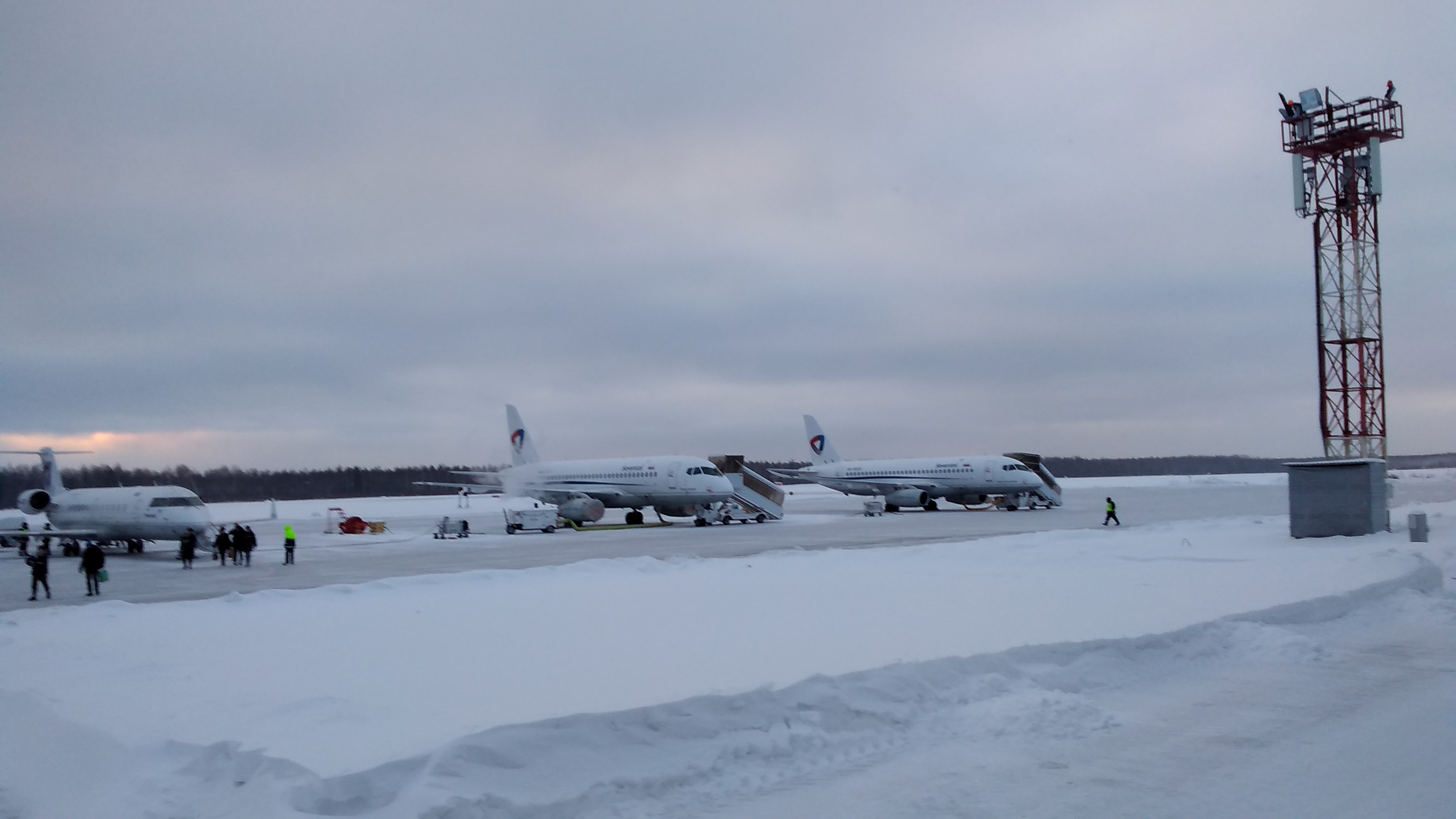
Домашний аэропорт Череповец

## Маршрутная сеть
По состоянию на май 2023 года авиакомпания осуществляет полёты в следующие города: